# Hasta siempre, Comandante
«Hasta siempre, Comandante» es una canción compuesta por el cubano Carlos Puebla en 1965. La letra es una respuesta a la carta de despedida del Che Guevara, en el momento en que abandonó Cuba. Rememora momentos clave de la Revolución cubana de forma poética, glorificando la figura del Che y su papel como comandante revolucionario. La canción se convirtió en un icono tras la muerte del Che en Bolivia en el año 1967. Muchos artistas realizaron versiones de la canción.

## Estructura métrica
Como muchas de las canciones de su autor, y acorde con la versificación de la trova cubana y caribeña, la canción se compone de una serie de redondillas o cuartetas octosílabas con rima consonante en esquema abrazado "abba"
3.ª estrofa
[1] (1)Vie-(2)nes (3)que-(4)man-(5)do (6)la (7)bri-(8)sa
[2] (1)con (2)so-(3)les (4)de (5)pri-(6)ma-(7)ve-(8)ra
[3] (1)pa-(2)ra (3)plan-(4)tar (5)la (6)ban-(7)de-(8)ra
[4] (1)con (2)la (3)luz (4)de (5)tu (6)son-(7)ri-(8)sa

## Letra
Aprendimos a quererte
desde la histórica altura
donde el Sol de tu bravura
le puso cerco a la muerte.
[Coro]
Aquí se queda la clara,
la entrañable transparencia,
de tu querida presencia,
Comandante Che Guevara.
Tu mano gloriosa y fuerte
sobre la Historia dispara
cuando todo Santa Clara
se despierta para verte.
[Coro]
Vienes quemando la brisa
con soles de primavera
para plantar la bandera
con la luz de tu sonrisa.
[Coro]
Tu amor revolucionario
te conduce a nueva empresa
donde esperan la firmeza
de tu brazo libertario.
[Coro]
Seguiremos adelante,
como junto a ti seguimos,
y con Fidel te decimos:
¡Hasta siempre, Comandante!

## Versiones
Hay más de doscientas versiones de esta canción. Además de la versión más conocida, interpretada por el mismo Carlos Puebla, ha sido versionada por Compay Segundo y Los Calchakis, Los Olimareños, Jan Garbarek, Los Fabulosos Cadillacs, Ángel Parra, Soledad Bravo, Óscar Chávez, Nathalie Cardone, Robert Wyatt, Inés Rivero, Silvio Rodríguez, Enrique Bunbury, María Farantouri, Boikot, Banda Bassotti, Walter César, Zebda, Xesco Boix, Wayna Taki, Verónica Rapella, Rolando Alarcón, Los Machucambos, Julio César Barbosa, Radio Obrera, Celso Piña, Ixo Rai, Laila, Perla Malcos y Raly Barrionuevo, además de una versión en polaco de Strachy Na Lachy, titulada «List Do Che». La banda colombiana de rock León Bruno también tiene su versión, la que formaba parte de su repertorio a finales de los noventa. También hay una versión para banda de música realizada por el maestro cubano Norman Milanés Moreno, interpretada por gran cantidad de bandas en España y Latinoamérica.

## Aparición en el cine
La canción aparece en una escena de la película Estado de sitio (1972), de Costa-Gavras: cuando unos estudiantes uruguayos se atrincheran en la universidad, en protesta por la excesiva represión durante el gobierno de Jorge Pacheco Areco, la canción puede escucharse a través de los altavoces del establecimiento, mientras las fuerzas policiales intentan inútilmente silenciarla. También es posible escucharla en las primeras escenas del film argentino Tango feroz: la leyenda de Tanguito (1993), en una versión original de la película.